# На страже Родины
«На страже Родины» — советская и российская военная газета, печатный орган Ленинградского военного округа. Основана в 1918 году, является одной из старейших военных газет России.

## История
Первый номер увидел свет 17 июля 1918 года под заглавием «Вооружённый народ» (как орган военной секции Петроградского совета). В 1919 году газета была переименована в «Боевую правду», в 1921—1938 гг. издавалась под заглавием «Красная звезда». Во время Блокады «На страже Родины» была одной из трёх (наряду с «Ленинградской правдой» и «Сменой») регулярно выходящих газет в осаждённом городе, играла важную роль в информационном обеспечении войск, публикуя сводки Совинформбюро, фронтовые репортажи, письма и фотографии бойцов, официальные приказы и распоряжения.
После войны издание продолжало выходить, освещая жизнь и деятельность Ленинградского военного округа, а затем — Западного военного округа.

## Современность
В настоящее время газета «На страже Родины» выходит в Санкт-Петербурге и распространяется среди военнослужащих Ленинградского военного округа. Основные темы публикаций:
- Новости Вооружённых Сил РФ
- Интервью с военными и ветеранами
- Исторические материалы о Великой Отечественной войне
- Вопросы военного образования и социальной защиты военнослужащих